# 義竹鄉
義竹鄉位於臺灣嘉義縣西南部，北鄰朴子市，東鄰鹿草鄉，西連布袋鎮，南隔八掌溪與臺南市鹽水區、學甲區、北門區、後壁區相鄰。地處嘉南平原之上，地勢低平，濱臨海埔，氣候上屬副熱帶季風氣候與熱帶季風氣候的過渡帶，年均溫約24.6℃。
義竹鄉屬於嘉義縣平原地區開發時間較晚的地區，境內大部分地區為清乾隆年代後而方開墾的土地。鄰近的鹽水區在早期岸內糖廠仍營運時，義竹鄉是岸內糖廠的原料採集區域，由於早期的鹽水區提供較多樣性的商業與服務機能，而鹽水港製糖鐵道的建設，使其能與新營和鹽水兩地聯絡，且因義竹鄉距離嘉義市較遠，因此對外交通的建設使得義竹鄉成為鹽水與新營兩市街的腹地，故境內居民生活與鹽水、新營關係較為密切。

## 歷史
義竹鄉為明鄭的屯田練兵之處，鄭成功改赤城為東都明京，設一府二縣。以府為承天府、萬年縣、天興縣。
萬年縣設有「前鎮」營盤，天興縣設有「後鎮」營盤，為今後鎮村境，為義竹鄉最早開發地。
清初義竹鄉地屬「鹽水港」北隅的「汫水港」西境。雍正十二年(1734)析出為「龍蛟潭堡」一堡。經查《臺灣堡圖》在頭竹村西側和新店村境還留有「汫水港尾」地名圖證。
義竹鄉舊稱以「二竹圍庄」為稱呼，清代福建先民渡海開臺，開墾建居先民常見栽植刺竹環圍護庄，從《臺灣堡圖》窺探〈龍蛟潭堡〉今義竹鄉為例，據堡圖所示：先民自福建渡海登岸向東走，首見「頭竹圍」，次見「二竹圍」，三見「竹圍後」的位置排列，印證「頭竹圍」與「二竹圍」地名因位置羅列的緣起。
大正九年(1920年)，臺灣總督府進行行政改制，改為「義竹庄」，隸屬台南州東石郡管轄。民國三十四年(1945年)末改稱「臺南縣義竹鄉」，民國三十九年(1950)改稱「嘉義縣義竹鄉」沿用至今。
此外，義竹鄉曾是烏腳病主要流行地區之一。

## 人口
根據嘉義縣朴子戶政事務所統計，2024年底義竹鄉戶數約7千戶，人口約1.6萬人，鄉內人口最多與最少的村分別是新店村與東榮村，2024年底兩村人口分別為1,510人與359人；人口密度最高與最低的村分別是義竹村與東榮村，2024年底兩村人口密度分別為每平方公里1,549人與68人。
義竹鄉人口成長情形以1971年為分界點，此前為逐年成長，而此後則是逐年減少。1971年義竹鄉人口約有3.6萬人，1991年降至約2.6萬人，到了2008年則只剩約2.1萬人，減少幅度明顯。造成義竹鄉人口減少的原因，包括在1970年代至1980年代之間，義竹鄉的工業發展開始沒落，工業區提供的就業機會不多，加上該鄉為傳統農漁業，需付出大量勞力，因此多數的當地人便到都市尋求發展，2000年代以後，義竹鄉公所開始將旅遊休閒融入傳統的第一級產業，結合技術與推廣來提高經濟效益，望可吸引外移人口回流。

## 政治

### 歷任首長
| 屆次 | 姓名     | 黨籍       | 備註       |
| ---- | -------- | ---------- | ---------- |
| 1    | 翁太閣   |            | 鄉民代表選 |
| 2    | 翁太閣   |            |            |
| 1    | 陳清立   |            | 民選       |
| 2    | 翁清山   |            |            |
| 3    | 翁清山   |            |            |
| 4    | 翁通義   |            |            |
| 5    | 翁通義   |            |            |
| 6    | 翁金塗   |            |            |
| 7    | 翁金塗   |            |            |
| 8    | 林正雄   |            |            |
| 9    | 林正雄   |            |            |
| 10   | 翁通時   |            |            |
| 11   | 陳翁蘭英 |            |            |
| 12   | 陳翁蘭英 |            |            |
| 13   | 李春茂   |            |            |
| 14   | 李春茂   |            |            |
| 15   | 黃金茂   |            |            |
| 16   | 黃金茂   |            |            |
| 17   | 顏蔡淑惠 | 中國國民黨 |            |
| 18   | 黃阿家   | 民主進步黨 |            |
| 19   | 黃政傑   | 無黨籍     | 現任       |

### 鄉政組織

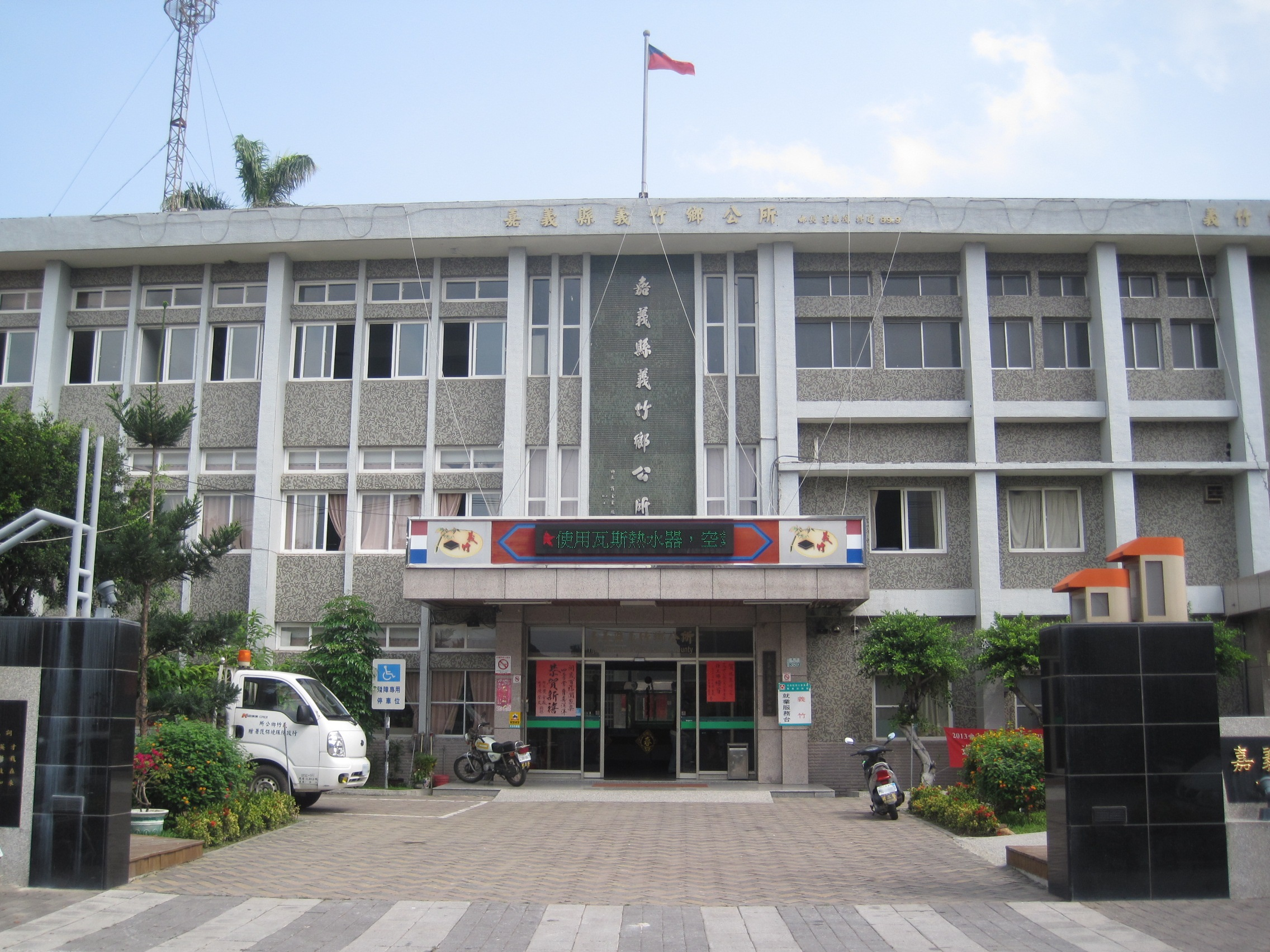
義竹鄉公所

義竹鄉公所是義竹鄉最高層級的地方行政機關，在中華民國政府架構中為鄉自治的行政機關，同時負責執行縣政府及中央機關委辦事項，義竹鄉的自治監督機關為嘉義縣政府。鄉長由全體鄉民直接選舉產生，任期為四年，可連選連任一次。義竹鄉公所並置鄉政會議，為鄉政最高決策機構，在鄉長之下，設有5課4室等9個內部單位及2個附屬機關。
義竹鄉民代表會是義竹鄉的最高民意機關，代表義竹鄉全體鄉民立法和監察鄉政。鄉民代表由公民直選選出，任期為四年，可連選連任。義竹鄉民代表會共有11位鄉民代表，分別為第一選區5席鄉民代表、第二選區6席鄉民代表，主席、副主席由11位鄉民代表互選產生。

### 行政區
現今義竹鄉行政範圍的確立，來自於1962年調整行政區域，將松華村、梅華村、南竹村等3村劃入朴子鎮（今朴子市）:37。義竹鄉的行政區劃轄有22村，依據義竹鄉民表會的選區劃分，可分為兩個分區，其行政區域分布情形為：
| 次分區     | 村名   | 村名   | 村名   | 村名   | 村名   | 村名   | 村名   | 村名   | 村名   | 村名   | 村名   | 村名   | 村名   |
| ---------- | ------ | ------ | ------ | ------ | ------ | ------ | ------ | ------ | ------ | ------ | ------ | ------ | ------ |
| 第一選舉區 | 岸腳村 | 義竹村 | 六桂村 | 仁里村 | 傳芳村 | 頭竹村 | 五厝村 | 中平村 | 埤前村 |        |        |        |        |
| 第二選舉區 | 平溪村 | 後鎮村 | 新店村 | 北華村 | 東過村 | 西過村 | 官和村 | 官順村 | 東榮村 | 新富村 | 東光村 | 龍蛟村 | 溪洲村 |

### 警政治安
- 嘉義縣警察局布袋分局
  - 義竹分駐所
  - 新店派出所
  - 光榮派出所
  - 過路派出所

## 產業

### 工業
- 義竹工業區

## 文化

### 信仰
- 六桂慈化寺董公真人
- 六桂竹禪寺妮聖娘娘
- 六桂修緣禪寺濟公活佛
- 下溪洲鳳山宮：主祀廣澤尊王
- 北港仔嘉應宮：主祀九龍三公
- 新店紹微宮：主祀王爺
- 龍蛟潭龍興廟：主祀五府千歲，為南鯤鯓代天府首間分靈廟宇
- 岸腳田都府：主祀田都元帥
- 五間厝保安宮：主祀岳武穆王
- 五間厝代天院
- 頂灣角千歲宮：主祀池府千歲
- 竿仔寮武聖殿：主祀文衡聖帝

### 節慶活動
- 賽鴿笭(每年4月舉辦)
- 桑椹節(每年4月份約第二個禮拜六舉辦)
- 義竹優鱻產業活動(每年10月份約第一或第二個禮拜六舉辦)
- 玉米迷宮-位於台19線96-97k處東側(每年約為冬季玉米盛產時節-11月~2月間)

## 教育

### 國民中學
| # | 學校名稱           | 電話         | 學校地址                 | 網址                                               |
| 1 | 嘉義縣義竹國民中學 | (05)-3412025 | 嘉義縣義竹鄉岸腳村59-2號 | https://www.icjh.cyc.edu.tw/（页面存档备份，存于） |

### 國民小學
| # | 學校名稱                 | 電話        | 學校地址                | 網址                                                 |
| 1 | 嘉義縣義竹鄉義竹國民小學 | (05)3412203 | 嘉義縣義竹鄉六桂村208號 | https://www.icps.cyc.edu.tw/ （页面存档备份，存于）  |
| 2 | 嘉義縣義竹鄉光榮國民小學 | (05)3420104 | 嘉義縣義竹鄉東光村64號  | https://www.krps.cyc.edu.tw/ （页面存档备份，存于）  |
| 3 | 嘉義縣義竹鄉過路國民小學 | (05)3437884 | 嘉義縣義竹鄉西過村279號 | https://www.gulps.cyc.edu.tw/ （页面存档备份，存于） |
| 4 | 嘉義縣義竹鄉南興國民小學 | (05)3427394 | 嘉義縣義竹鄉新店村77號  | http://www.nses.cyc.edu.tw（页面存档备份，存于）     |
| 5 | 嘉義縣義竹鄉和順國民小學 | (05)3436121 | 嘉義縣義竹鄉官順村356號 | http://www.hsps.cyc.edu.tw （页面存档备份，存于）    |

## 交通

### 公車資訊
- 嘉義縣公車處
  - 166 高鐵嘉義站－鹽水
- 嘉義客運
  - 7207 嘉義－竹子腳－鹽水－新營轉運站
  - 7208 嘉義－重寮－鹽水－新營轉運站
- 大台南公車（新營客運）
  - 棕4 新營－鹽水－朴子轉運站
  - 棕5 新營－鹽水－南鯤鯓－好美里
  - 棕6 新營－鹽水－前東港－布袋遊客中心／布袋商港

### 公路
- 台19線：朴子市 - 義竹鄉 - 台南市鹽水區（台84線-學甲交流道）
- 縣道163號：鹿草鄉 - 義竹鄉 - 布袋鎮
- 市道172號：布袋鎮 - 義竹鄉 - 台南市鹽水區（中山高-新營交流道）

## 旅遊
- 縣定古蹟義竹翁清江宅
- 義竹車站
- 義竹親水公園
- 台灣基督長老教會東後寮教會
- 義竹公園
- 義竹鄉八掌溪舊堤走廊

## 特產
- 聖女番茄
- 西施柚
- 白柚
- 西瓜
- 玉米
- 甜玉米
- 彩椒
- 苦瓜
- 桑葚
- 魚卷

## 外部連結
- 義竹鄉公所